# Rosisphaerella rosicola
Rosisphaerella rosicola (Pass.) U. Braun, C. Nakash., Videira & Crous – gatunek grzybów z rodziny Mycosphaerellaceae. Grzyb mikroskopijny powodujący plamistość liści u róż (Rosa).

## Systematyka i nazewnictwo
Pozycja w klasyfikacji według Index Fungorum: Mycosphaerellaceae, Mycosphaerellales, Dothideomycetidae, Dothideomycetes, Pezizomycotina, Ascomycota, Fungi.
Jest to takson monotypowy. Po raz pierwszy opisał go w 1877 r. Giovanni Passerini, nadając mu nazwę Cercospora rosaecola. W 2017 r. U. Braun, C. Nakash., S.I.R. Videira i P.W. Crous przenieśli go do nowo utworzonego rodzaju Rosisphaerella. Ma 9 synonimów. Przed nadaniem mu nazwy Rosisphaerella rosicola znany był pod nazwą Passalora rosicola.

## Morfologia
Grzyb pasożytniczy, endofit. Znana jest tylko postać bezpłciowa (anamorfa). Wewnątrz tkanek porażonych roślin tworzy grzybnię złożoną z gładkich, septowanych i rozgałęzionych strzępek o barwie od prawie szklistej do brązowej. Podkładek brak lub niewielkie, o barwie od brązowej do ciemnobrązowej. Z podkładek wyrasta pojedynczo lub po kilka w wiązce brązowych konidioforów. Czasami tworzy koremium, ciemnooliwkowobrązowe blisko podstawy i jaśniejsze ku czubkowi, gładkie, proste, wielodzielne, złożone z prostych do krętych, zwykle kolankowato-krętych konidioforów. Komórki konidiotwórcze końcowe i interkalarne, proliferujące sympodialnie, rzadko percurrentnie, z miejscami konidiogennymi przypominającymi obręcz, nieco pogrubione, zaciemnione i wystające. Konidia od barwie od bladej do średnio oliwkowo-brązowej powstają pojedynczo, są gładkie do drobno brodawkowatych, cylindryczne do obłych, proste do lekko zakrzywionych, septowane, odwrotnie stożkowato ścięte u podstawy i zaokrąglone na wierzchołku, hilum nieco pogrubione i ciemniejsze.
Filogenetycznie jest blisko spokrewniony z gatunkami należącymi do rodzajów Phaeocercospora i Pleopassalora. Odróżnia się od nich brakiem polimorfizmu i typem konidiogenezy.

## Występowanie i siedlisko
Jest rozprzestrzeniony na całym świecie. W Polsce pod nazwą Passalora rosicola w 1990 r. podano jego występowanie na róży kutnerowatej (Rosa tomentosa).